# Гоудж, Элизабет
Элизабет Гоудж (англ. Elizabeth Goudge; 24 апреля 1900 года — 1 апреля 1984 года) — английская писательница, автор повестей, рассказов и детских книг.

## Биография
Элизабет Гоудж (правильнее было бы писать её фамилию как Гуж ) родилась в Уэлсе, затем её отец, священник, был переведен в Элай и семья переехала туда.
Когда её отец, Генри Лейтон Гоудж стал профессором богословия королевской кафедры в Оксфорде, то семья переехала в Крайст Черч в Оксфорде.
Первая книга Гоудж — «Дитя фей и другие истории» (1919) (англ. «The Fairies' Baby and Other Stories») была неудачной и прошло несколько лет, прежде чем она написала книгу «Островная магия» (1934) (англ. «Island Magic») по сказкам Нормандских островов, многие из которых она слышала от своей матери, уроженки Гернси.
В 1946 году Элизабет получила медаль Карнеги за книгу «Белая лошадка» (англ. «The Little White Horse», в переводе более известен как «Тайна Лунной Долины»). Эту книгу упоминала в числе любимых детских книг писательница Дж. К Роулинг, автор книг о Гарри Поттере. По этой книге снят фильм «Тайна Мунакра» (англ. «Secret of Moonacre»).
В 1944 году Элизабет Гоудж написала книгу Страна Зелёного Дельфина (англ. «Green Dolphin Country») по которой в США был снят фильм Улица Зелёного Дельфина (1948) (англ. «Green Dolphin Street»), получивший «Оскара» в номинации Лучшие спецэффекты (1948).
Книга Дневник молящегося (1966) (англ. «A Diary of Prayer») была одной из последних работ Элизабет Гоудж.
Последние годы жизни она провела в своем доме в округе Пеппард, недалеко от Хенли-он-Темс.
В 2008 году на её доме установлена памятная доска.

### City of Bells series
- A City of Bells (1936)
- Towers in the Mist (1938)
- The Dean’s Watch (1960)
- Three Cities of Bells (omnibus) (1965)

### Eliots of Damerosehay series
- The Bird in the Tree (1940)
- The Herb of Grace (1948) aka Pilgrim’s Inn
- The Heart of the Family (1953)
- The Eliots of Damerosehay (omnibus) (1957)

### Повести
- Island Magic (1934)
- The Middle Window (1935)
- The Castle on the Hill (1941)
- Green Dolphin Country (1944) aka Green Dolphin Street (USA title)
- Gentian Hill (1949)
- The Rosemary Tree (1956)
- The White Witch (1958)
- The Scent of Water (1963)
- The Child From the Sea (1970)

### Детские книги
- Sister of the Angels: A Christmas Story (1939)
- Smokey House (1940)
- The Well of the Star (1941)
- Henrietta’s House (1942) aka The Blue Hills
- The Little White Horse (1946)
- Make-Believe (1949)
- The Valley of Song (1951)
- Linnets and Valerians (1964) aka The Runaways
- I Saw Three Ships (1969)

### Сборники
- The Fairies' Baby: And Other Stories (1919)
- A Pedlar’s Pack: And Other Stories (1937)
- Three Plays: Suomi, The Brontës of Haworth, Fanny Burney (1939)
- The Golden Skylark: And Other Stories (1941)
- The Ikon on the Wall: And Other Stories (1943)
- The Elizabeth Goudge Reader (1946)
- Songs and Verses (1947)
- At the Sign of the Dolphin (1947)
- The Reward of Faith: And Other Stories (1950)
- White Wings: Collected Short Stories (1952)
- The Ten Gifts: An Elizabeth Goudge Anthology (1965)
- A Christmas Book: An Anthology of Christmas Stories (1967)
- The Lost Angel: Stories (1971)
- Hampshire Trilogy (omnibus) (1976)
- Pattern of People: An Elizabeth Goudge Anthology (1978)

### Нон фикшн
- God So Loved the World: The Story of Jesus (1951)
- Saint Francis of Assisi (1959) aka My God and My All: The Life of St. Francis of Assisi
- A Diary of Prayer (1966)
- The Joy of the Snow: An Autobiography (1974)

### Антологии под редакцией Элизабет Гоудж
- A Book of Comfort: An Anthology (1964)
- A Book of Peace: An Anthology (1967)
- A Book of Faith: An Anthology (1976)

### Антологии, включающие произведения Элизабет Гоудж
- Dancing with the Dark (1997)

### Рассказы
- ESP (1974)

## Книги, переведенные на русский язык
- Э. Гоудж. Тайна Лунной Долины. — М.: Захаров, 2009. — 288 с. — ISBN 978-5-8159-0919-9.